# Romans z kontrabasem
Romans z kontrabasem (cz. Román s basou) – czechosłowacki krótkometrażowy film lalkowy z 1949 roku w reżyserii i według scenariusza Jiřiego Trnki. Animowana adaptacja opowiadania Antona Czechowa pod tym samym tytułem. 

## Fabuła
Pełna zbiegów okoliczności tragikomiczna historia miłości kontrabasisty Smyčkova i pięknej księżniczki.

## Obsada
Głos narratora: Jan Pivec

## Animatorzy
Jiří Trnka, Břetislav Pojar, Zdeněk Hrabě, Stanislav Látal, Jan Karpaš, Bohuslav Šrámek